# Tlahuapa
Tlahuapa är en ort i Mexiko.   Den ligger i kommunen Alcozauca de Guerrero och delstaten Guerrero, i den sydöstra delen av landet, 240 km söder om huvudstaden Mexico City. Tlahuapa ligger 1 614 meter över havet och antalet invånare är 1 292.
Terrängen runt Tlahuapa är huvudsakligen lite bergig. Tlahuapa ligger nere i en dal. Runt Tlahuapa är det ganska tätbefolkat, med 75 invånare per kvadratkilometer. Närmaste större samhälle är San Vicente Zoyatlán, 6,5 km söder om Tlahuapa. I omgivningarna runt Tlahuapa växer huvudsakligen savannskog.